# Grafit

struktura krystaliczna

Grafit – pospolity i szeroko rozpowszechniony minerał z gromady pierwiastków rodzimych. Stosowany jako naturalny suchy smar. Jest – obok diamentu i fulerytu – odmianą alotropową węgla. Nazwa pochodzi od gr. graphein = pisać, nawiązuje do tradycyjnego zastosowania tego minerału.

## Właściwości
- Dobrze przewodzi prąd elektryczny i ciepło
- Odporny na wysoką temperaturę
- Jest kruchy

W przyrodzie bardzo rzadko spotyka się dobrze wykształcone kryształy grafitu. Najczęściej występuje w postaci agregatów łuseczkowych, blaszkowych lub w formie zbitej masy o szaroczarnej barwie. Jest to minerał giętki, ale nie sprężysty. Krajalny i nieprzezroczysty, w dotyku tłusty i brudzący.

## Występowanie
Powstaje w wyniku zmetamorfizowania skał, jako produkt końcowy przemiany substancji organicznych bogatych w węgiel. Pojawia się także w pegmatytach i żyłach hydrotermalnych. Niekiedy bywa znajdowany wśród granitów, porfirów, gabr, granulitów. Współwystępuje z pirytem, markasytem, kalcytem.
Miejsca występowania w Polsce: Tworzy znaczne nagromadzenia w postaci łupków grafitowych w okolicach Stronia Śląskiego oraz wkładki skał grafitowych napotykane koło Strzelina, Dzierżoniowa, Wałbrzycha i Bystrzycy Kłodzkiej. Występuje w wielu różnych skałach metamorficznych (m.in. w łupkach krystalicznych Tatr Zachodnich).
Miejsca występowania w świecie: Sri Lanka – największe złoża grafitu, Madagaskar, Rosja – Syberia, USA – Ogdensburg, Edison, Alabama (najpiękniejsze kryształy grafitu pochodzą ze Sterling Hill w New Jersey), Kanada – Quebec, Meksyk – Sonora, Niemcy – Bawaria.

## Budowa grafitu i jego właściwości
Struktura grafitu składa się z warstw, w których występują sprzężone, sześcioczłonowe aromatyczne układy cykliczne, podobne do wielopierścieniowych węglowodorów aromatycznych o wielkiej liczbie skondensowanych pierścieni.
Podobnie jak w benzenie, każde wiązanie C−C w warstwie ma charakter zdelokalizowanego wiązania 1,5-krotnego. Wiązania te tworzą obszary zdelokalizowanych orbitali π, które, podobnie jak to się dzieje w metalach, umożliwiają swobodny ruch elektronów równolegle do warstw, dzięki czemu grafit wykazuje stosunkowo wysokie przewodnictwo elektryczne.
Między warstwami występują jedynie słabe oddziaływania. Ich charakter, tradycyjnie określany jako oddziaływania Van der Waalsa, w istocie jest słabym oddziaływaniem metalicznym. Metaliczny charakter wiązania w połączeniu z relatywnie małą ilością biorących w nim udział elektronów (ok. 1 na 10 tys. atomów) i relatywnie dużą ruchliwością powoduje, że siła wiązania warstw jest zbliżona do tej charakterystycznej dla oddziaływań Van der Waalsa, a jednocześnie przewodność elektryczna w kierunku prostopadłym do płaszczyzn grafitowych jest o kilka rzędów wielkości większa od przewodności charakterystycznej dla kryształów Van der Waalsa (kryształów molekularnych).
Odległości między sąsiednimi atomami węgla w jednej warstwie wynoszą 1,415 Å (czyli 141,5 pm), zaś między warstwami 3,354 Å (335,4 pm). Powoduje to, że grafit wykazuje znaczną anizotropię (czyli kierunkowość) różnych własności fizycznych.
Np. monokryształy grafitu przewodzą dobrze prąd elektryczny w kierunku równoległym do warstw i znacznie gorzej w kierunku prostopadłym.
Ze względu na to, że grafit techniczny jest zlepkiem niewielkich monokryształów, wykazuje on wysoką odporność mechaniczną na ściskanie i niewielką na rozciąganie i ścinanie. Jest więc jednocześnie twardy, łupliwy i podatny na ścieranie.
Te szczególne własności mechaniczne powodują, że grafit posiada wyjątkowe dobre własności smarujące. Podczas poddawania go siłom ścinającym, jakie występują między obracającymi się kołami zębatymi, lub kołami zębatymi i łańcuchem, ulega on rozdrobnieniu do postaci proszku, o mikrometrycznych rozmiarach drobin. Każda z tych drobin zachowuje jednak dużą odporność na ściskanie co prowadzi do zjawiska supersmarowania.
Mikrokryształy grafitu są głównym składnikiem sadzy. Również w strukturze węgla kamiennego występują grafitopodobne struktury przedzielone fazą amorficzną.
Czysty grafit otrzymuje się w przemyśle przez kontrolowaną pirolizę antracytu w atmosferze azotu.

## Zastosowanie
- ma znaczenie naukowe – służy do określania genezy skał metamorficznych.
- do wyrobu suchych smarów
- do wyrobu cegieł ogniotrwałych
- grafit do ołówków
- czarne farby chroniące ołów przed korozją
- naczynia ognioodporne
- elektrody
- jako zbrojenie materiałów kompozytowych
- trzonki kijów golfowych typu driver
- tygle ogniotrwałe
- część ślizgowa pantografów
- środki polerskie
- jest dobrym moderatorem neutronów stosowanym w reaktorach jądrowych.